# Historia de la Unión Cívica Radical (1903-1916)
La Unión Cívica Radical, anteriormente llamada Unión Cívica juvenil, partido político de la Argentina, fundado el 26 de junio de 1891 por Leandro N. Alem protagonista de dos fallidas revoluciones armadas en 1890 y 1893 impulsadas por el fraude electoral generalizado. El sistema de "voto cantado" instalaba un mecanismo electoral en el que era imposible garantizar elecciones libres.
Los fracasos políticos y militares llevaron a la Unión Cívica Radical a quedar prácticamente disuelta para 1897. En 1903 Hipólito Yrigoyen comenzó su refundación y reorganización y en 1905 dirigió un levantamiento armado conocido como la Revolución de 1905 que, aunque fracasó, logró presionar lo suficiente al partido oficialista como para producir una fractura interna que llevó a la sanción de la Ley de Voto Secreto en 1912. La primera elección presidencial realizada bajo el sistema de voto secreto dio la victoria a la Unión Cívica Radical y transformó en 1916 a Hipólito Yrigoyen en el primer presidente argentino elegido en elecciones secretas.

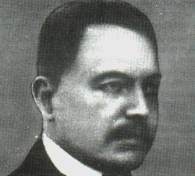
Hipólito Yrigoyen.

Hipólito Yrigoyen, era sobrino de Leandro Alem y cinco años menor que él. Durante una gran parte de su vida Yrigoyen se formó y desarrolló a la sombra de su tío, a quien admiraba profundamente. Hasta comienzos de la década de 1880 Yrigoyen había dependido e incluso vivido en la casa de Alem. Fue entonces que decidió mudarse a una casa propia, definió un pensamiento original en torno al krausismo, y encontró una pasión como profesor de las futuras maestras en la Escuela Normal, además de hacerse rico como estanciero.
Entre los años 1890-1896, Yrigoyen, a pesar del afecto que siempre sintió por Alem, comenzó a alejarse de él debido a que desconfiaba de sus cualidades para el liderazgo de la Unión Cívica Radical. Fue Yrigoyen quien, en los primeros años de la década del '90, organizó el partido en la Provincia de Buenos Aires, pero lo hizo casi como si se tratara de una organización autónoma.
Yrigoyen desarrolló un estilo de liderazgo solitario y vertical, en el que las decisiones eran tomadas prácticamente sin consulta, debate o análisis con sus colaboradores. Este estilo personal de conducción fue sumamente criticado tanto dentro como fuera de la Unión Cívica Radical. Debido a ello años más adelante el radicalismo se fracturaría en ' y Unión Cívica Radical Antipersonalista antipersonalistas.
La Revolución de 1893 fue organizada por Yrigoyen con absoluta autonomía de las instrucciones de Leandro Alem, organizando, dirigiendo y financiando, en la provincia de Buenos Aires, un ejército radical que llegó a sumar 8000 soldados.
Luego de las muertes de Alem y Aristóbulo del Valle en 1896, Yrigoyen discrepó completamente con la orientación conciliadora con el mitrismo y el roquismo que Bernardo de Irigoyen le imprimió a la Unión Cívica Radical, una estrategia que se conoció como "política de las paralelas". Como respuesta Yrigoyen disolvió el Comité Radical de la Provincia de Buenos Aires causando, en la práctica, la desaparición de la UCR.

## Refundación de la UCR

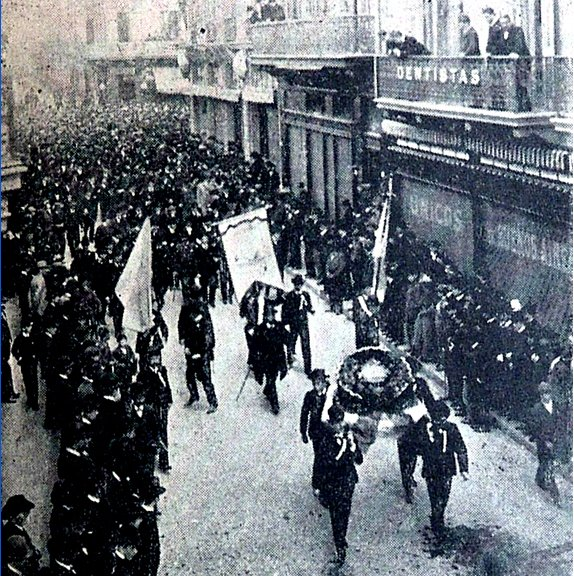
1901. Tradicional manifestación radical anual hacia la Recoleta por la Revolución del 90.

En 1903 Hipólito Yrigoyen comenzó a organizar la masa de personas que se sentían radicales, en todo el país, para preparar una nueva revolución armada. El 26 de julio de 1904, al cumplirse 14 años de la Revolución del 90, la Unión Cívica Radical realizó una enorme marcha hacia el Cementerio la Recoleta, en Buenos Aires, donde se encuentra el panteón de los revolucionarios radicales muertos en el levantamiento. A su término, luego de 7 años de inactividad, se constituyó el Comité Nacional, la máxima autoridad ejecutiva del partido para declarar la abstención electoral y advertir sobre la inminencia de un nuevo ciclo de lucha armada. En el manifiesto publicado aquel día la Unión Cívica Radical manifestaba su decisión de:

perseverar en la lucha hasta modificar radicalmente esta situación anormal y de fuerza, por los medios que su patriotismo le inspire.

## Revolución de 1905
La noche del 3 de febrero de 1905 la Unión Cívica Radical inició otro levantamiento armado, la Revolución de 1905, preparado minuciosamente por Yrigoyen durante tres años. Pero el gobierno lo estaba esperando y desbarató los planes revolucionarios en el inicio mismo del movimiento, cuando el general Carlos Smith, jefe del Estado Mayor del Ejército, se adelantó a tomar el Arsenal de Buenos Aires con tropas propias y desplazó a los soldados yrigoyenistas que se preparaban para controlar aquel puesto estratégico. La revolución se extendió por Buenos Aires y varias ciudades del país, pero asfixiada en el inicio y sin armas, la misma ya estaba vencida para el mediodía del sábado 4 de febrero. Solo Córdoba y Mendoza continuaron combatiendo hasta el 8 de febrero. El gobierno del presidente Quintana detuvo y mandó a enjuiciar a los sublevados, que fueron condenados con penas de hasta ocho años de prisión y enviados a la cruel cárcel de Ushuaia, en Tierra del Fuego.
La revolución fue derrotada pero desencadenaría una corriente de cambio institucional dentro del oficialismo que ya no se detendría. El roquismo se había dividido, y tanto Carlos Pellegrini como Roque Sáenz Peña, principales referentes de la línea modernista del Partido Autonomista Nacional, 
comprendían la necesidad de realizar profundos cambios institucionales para contener el creciente conflicto social y político.

## Prisión y reorganización
Luego de la derrota de la Revolución de 1905 la Unión Cívica Radical volvió a quedar desorganizada, pero poco a poco fue recomponiendo sus estructuras y el 31 de diciembre de 1909 el Comité Nacional volvió a reunirse. En esa ocasión resolvió declarar la abstención en las elecciones presidenciales del año siguiente, Año del Centenario, hasta que se sancionara un régimen electoral capaz de garantizar elecciones limpias. 
Por entonces, el conflicto social había alcanzado un nivel de violencia sin antecedentes en la historia argentina. Ese año de 1909, 12 obreros habían sido asesinados por la policía en la marcha del 1.º de Mayo. Los sindicatos declararon la huelga general y paralizaron el país en lo que se conoció como la Semana Roja de 1909.

## La conquista del voto secreto
Desde la Independencia, Argentina había establecido un sistema electoral en el que el voto se expresaba verbalmente, o por medio de una papeleta, depositada en público y en forma voluntaria. El sistema, conocido como "voto cantado", había corrompido completamente el sistema electoral: los estancieros y caudillos locales obligaban a sus peones y "clientes" a votar a los candidatos que ellos elegían. Los resultados eran manipulados en cada mesa a punta de pistola y los jueces electorales se caracterizaban por su corrupción. 
Por esa razón, la lucha por la democracia en Argentina, no se relacionó originalmente tanto con el sufragio universal (aunque la ley excluía del voto a las mujeres y a los inmigrantes, que llegaron a constituir el 30% de la población argentina y el 50% de la de Buenos Aires), sino con el voto secreto, en un "cuarto oscuro", que independizaba la voluntad del votante de toda presión externa.
La presión política del radicalismo y el incremento del conflicto social fueron determinantes para que el oficialista Partido Autonomista Nacional nominara a Roque Sáenz Peña para asumir como Presidente de la Nación en 1910. Sáenz Peña era el máximo representante de los sectores conservadores que aceptaban la necesidad de realizar cambios institucionales de fondo y que se habían organizado como "línea modernista" dentro del PAN . 
En 1910 la UCR no estaba ya en condiciones de realizar nuevos alzamientos armados, pero Sáenz Peña no lo sabía. El oficialismo estaba convencido de la inminencia de una nueva revolución organizada por el radicalismo. "La revolución es un estado atmosférico" decía por entonces Ramón J. Cárcano, uno de los máximos referentes del conservadurismo progresista.
En esas condiciones, antes de asumir el mando, Sáenz Peña e Yrigoyen, quienes eran amigos desde la juventud, tuvieron un encuentro privado y decisivo en el que el presidente electo se comprometió a sancionar una ley de sufragio libre. Influenciado por el temor a una nueva insurrección radical, Roque Sáenz Peña envió al Congreso un proyecto de ley estableciendo el voto secreto y obligatorio para todos los ciudadanos varones, que fue sancionada en 1912 y conocida desde entonces como la Ley Sáenz Peña. 
La Ley Sáenz Peña significó un punto de inflexión en la historia argentina, al establecer un mecanismo electoral que hacía sumamente difícil para el oficialismo continuar realizando fraudes masivos. Abrió la posibilidad real de que las clases medias y las clases trabajadoras accedieran al poder político y el acto suele ser considerado para señalar el comienzo de la historia argentina contemporánea.        
La Ley Sáenz Peña cerró un largo capítulo de la historia argentina en el que los ciudadanos no podían elegir libremente a sus representantes. Pero también abrió una nueva etapa histórica, en la que los conflictos sociales adquirirían una importancia decisiva.
En 1912, cuando se estaba discutiendo la ley del voto secreto y obligatorio, el estanciero Carlos Rodríguez Larreta, que fuera ministro del autonomismo, profesor de Derecho Constitucional en la UBA, y firme opositor al proyecto, señalaba con gran claridad lo que a su juicio serían las consecuencias políticas, sociales y laborales del voto secreto:

Si mi peón hubiera tenido la misma acción que yo para resolver los problemas económicos internacionales, o políticos del país, habríamos estado viviendo bajo un régimen absurdo. No ha sido así, gracias a Dios, porque yo he dirigido a mi peón. Pero el voto secreto lo independiza, al privarlo de una influencia saludable y legítima... Y lo malo es que, a menudo no tenemos un solo peón sino varios, y que algunos tienen muchos.

## Elecciones libres y triunfo de la UCR
Ante la sanción de la ley de voto secreto y obligatorio en 1912, el radicalismo puso fin a su política de abstención electoral y concurrió a los comicios parlamentarios, sin formar alianzas electorales. Por primera vez se votó en el país con "cuarto oscuro". Las tradicionales prácticas de "comprar" los votos persistieron, pero una gran parte de la población aceptaba el dinero y luego votaba libremente en el cuarto oscuro. El presidente Sáenz Peña diría luego en el Congreso refiriéndose a los efectos de su ley: 

Si hubo votos pagados, no hubo votos vendidos.

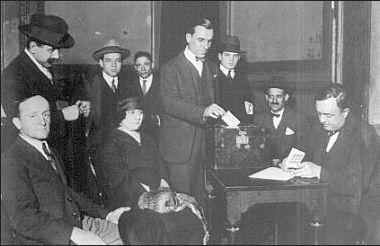
El voto secreto abrió un nuevo capítulo en la historia argentina.

Las consecuencias positivas para la UCR fueron inmediatas. El 31 de marzo la Unión Cívica Radical ganó las elecciones en la intervenida provincia de Santa Fe, resultando Manuel Menchaca elegido gobernador, y una semana después ganó las elecciones parlamentarias en la Ciudad de Buenos Aires. Ese mismo mes repitió los triunfos en Jujuy, La Rioja, Salta y Córdoba capital.
Entre los dirigentes radicales de ese momento se encontraban: Horacio Oyhanarte, Iturraspe, José Crotto (CF), Vicente Gallo (CF), Fernando Saguier (CF), Marcelo T. de Alvear (CF), José L. Cantilo (CF), Rogelio Araya (SF), Delfor del Valle (SF), Rodolfo Lehmann (SF), Enrique Mosca (SF), Elpidio González (CBA), Pelagio Luna (LR), José Néstor Lencinas (Mza), Federico Cantoni (SJ).
Los triunfos electorales del radicalismo llevaron rápidamente al colapso del Partido Autonomista Nacional. En 1913 muchos de los grupos internos que lo formaban se sumaron a la UCR. La propia Unión Cívica Nacional (mitrista), se autodisolvió a propuesta de Honorio Pueyrredón y sus miembros ingresaron masivamente al radicalismo.
En 1914 la UCR ganó las gobernaciones de Entre Ríos, con Miguel Laurencena y, sobre todo, la crucial provincia de Córdoba, con Eufrasio Loza.

## Las elecciones presidenciales de 1916
En 1916 correspondía elegir al presidente, por primera vez en la historia argentina, mediante el voto secreto. Como era evidente que sucedería, el 21 de marzo la Convención Nacional de la UCR eligió como candidato a presidente a Hipólito Yrigoyen por 140 votos contra 5, en medio de una ovación. Sin embargo, ante la incredulidad general, Yrigoyen no aceptó la candidatura. Todo un día de presiones y conciliábulos fueron necesarios para que finalmente aceptara, poco antes de anochecer.
Las elecciones se realizaron el 2 de abril de 1916. La UCR obtuvo 370.000 votos, contra 340.000 votos de todos los demás partidos. 
Pero Argentina por entonces tenía un sistema de elecciones indirectas y era en el colegio electoral donde debía resolverse la elección definitiva del presidente. En las elecciones la UCR alcanzó 152 delegados, uno más de lo necesario. Durante tres meses y medio el autonomismo oficialista intentaría comprometer a los socialistas y demócrata-progresistas, para formar una candidatura alternativa capaz de romper el bloque radical. 
Finalmente, el 20 de julio de 1916, los socialistas, conducidos por Juan B. Justo, los demócrata-progresistas conducidos por el ex-radical Lisandro de la Torre, decidieron no apoyar al radicalismo, pero este tampoco se rompió y logró imponer sus candidatos con electores propios. Hipólito Yrigoyen fue elegido presidente y el riojano Pelagio Luna, vicepresidente.
Comenzó así un largo ciclo de catorce años consecutivos de gobiernos radicales. La Unión Cívica Radical ganaría las elecciones presidenciales en tres ocasiones sucesivas: Hipólito Yrigoyen (1916-1922), Marcelo T. de Alvear (1922-1928), y nuevamente Hipólito Yrigoyen (1928-1930). La serie de gobiernos radicales fue violentamente interrumpida mediante el golpe militar del 6 de septiembre de 1930.